# Katharina Schneider
Katharina Schneider (* 14. August 1985 in Ingolstadt) ist eine deutsche Tischtennisspielerin.

## Leben
Schneider hat mit neun Jahren angefangen, Tischtennis zu spielen. Sie spielte zwischen 1998 und 2000 beim TTC Langweid, wechselte 2000 zu TTF Ochsenhausen, 2002 zum TSV Schwabhausen und kehrte 2005 wieder nach Langweid zurück, wo sie seitdem teilweise in der zweiten und teilweise in der ersten Bundesliga spielt.
2003 wurde sie Mannschaftseuropameister der Jugend und siegte im DTTB-Top-12-Ranglistenturnier der Mädchen. Sie war unter anderem zweifache deutsche Meisterin mit Langweid, bayerische Meisterin im Doppel mit Christina Feierabend in den Jahren 2009, 2010 und 2012 und erreichte einen 5. Platz im DTTB TOP 16-Turnier im Jahr 2009.
Schneider ist Volljuristin, arbeitet als Staatsanwältin, und wohnt in Langweid am Lech.

## Turnierergebnisse
| Verband | Veranstaltung                         | Jahr | Ort       | Land | Einzel    | Doppel | Mixed | Team |
| ------- | ------------------------------------- | ---- | --------- | ---- | --------- | ------ | ----- | ---- |
| GER     | Jugend-Europameisterschaft (Junioren) | 2003 | Novi Sad  | YUG  |           |        |       | 1    |
| GER     | Pro Tour                              | 2002 | Magdeburg | GER  | letzte 64 |        |       |      |
| GER     | Pro Tour                              | 2001 | Bayreuth  | GER  | letzte 64 |        |       |      |